# Вайзенхайм-ам-Занд
Вайзенхайм-ам-Занд (нем. Weisenheim am Sand) — община в Германии, в земле Рейнланд-Пфальц. 
Входит в состав района Бад-Дюркхайм. Подчиняется управлению Фрайнсхайм.  Население составляет 4335 человек (на 31 декабря 2010 года). Занимает площадь 13,72 км².